# Vijfenvijftigers
De Vijfenvijftigers was een groep, die voornamelijk bestond uit Vlaamse dichters.

## Ontstaan
De groep ontstond, na het uiteenvallen van het tijdschrift Tijd en Mens, als een reactie op de vooral Nederlandse Vijftigers. Zij organiseerden zich rond het tijdschrift Gard Sivik, een naoorlogs avant-garde tijdschrift dat zich ook bezighield met het ethische. Zij zetten zich af tegen de ethische implicaties van de 'Tijd en Mens'-generatie. Ze gingen op zoek naar meer esthetisch georiënteerde poëzie. Met andere woorden, het ethische was voor hen ondergeschikt aan het esthetische. Zij moesten niets meer weten van een direct engagement. Bij hun ging het om de schoonheid van de gedichten.

## Leden
Tot de groep van de Vijfenvijftigers kunnen worden gerekend:
- Gust Gils
- Paul Snoek
- Hugues C. Pernath
- Adriaan de Roover
- C. C. Krijgelmans